# IC 2548
IC 2548 ist eine Balken-Spiralgalaxie vom Hubble-Typ SBb im Sternbild Antlia am Südsternhimmel. Sie ist schätzungsweise 187 Millionen Lichtjahre von der Milchstraße entfernt.
Das Objekt wurde am 1. Mai 1900 von DeLisle Stewart entdeckt.